# Хилиди
Хилиди (чечен. Хьелди, Хьалди) — квартал с. Кенхи в Шаройском районе Чеченской Республики.

## География
Расположен на левом берегу реки Кенхи, на северо-востоке от районного центра Шарой.
Ближайшие сёла: на северо-западе — Бути и Кабардатлы, на юго-западе — Бицухе.